# Albert Friedrich Hoppe
Albert Friedrich Hoppe (* 24. Juli 1828 in Rostock; † 31. Mai 1911 in St. Louis) war ein deutsch-amerikanischer lutherischer Theologe und Hochschullehrer.

## Leben und Wirken
Hoppe war der Sohn eines mecklenburgischen Wundarztes. Er studierte Theologie an den Universitäten Erlangen, Dorpat und Rostock (immatrikuliert im April 1849 und Oktober 1851). Er heiratete Katharine Hubertine Crull, geb. Braun, die junge Witwe des 1849 verstorbenen Hofrats (Georg Christoph) Friedrich Crull und Mutter von August Crull. Im Jahr 1855 wanderte die Familie in die USA aus. Hoppe wurde Pastor in New Orleans (1856–1868) und war als Professor an der dortigen lutherischen Akademie und am Progymnasium (1881–1886) tätig. 1886 wurde er Professor am Concordia Seminar der Lutheran Church – Missouri Synod und übernahm die Redaktion der Revision der 24-bändigen Luther-Ausgabe von Johann Georg Walch, die er bis zu seinem Tod betreute und für die er Luthers lateinische Schriften, darunter den Psalmen-Kommentar, neu ins Deutsche übersetzte.

## Schriften
- (Hrsg.) Dr. Martin Luthers sämtliche Schriften. Band I - XXIII in 25 Bänden. Herausgegeben von Dr. Joh. Georg Walch. 2., überarbeitete Auflage, St. Louis: Concordia Publishing House 1880–1910.

Nachdruck: Gross-Oesingen: Verlag der Lutherischen Buchhandlung Heinrich Harms 1986 ISBN 3-922534-99-6